# ثنائي هيدرومورفين
دي هيدرومورفين DiHydromorphen أو يسمى Paramorfan , DHM , Paramorphan  وهو مشتق أفيوني نصف صنعي، تم تطويره في ألمانيا عام 1900. هو أقوى قليلا من المورفين مثل الميتوبون.
دي هيدرومورفين Dihydromorphine هو مسكن ألم قوي معتدل ويستخدم سريريا في علاج الألم، وكذلك هو المستقلب النشط للأفيون كعقار مسكن ثنائي هيدروكودايين.

## الاستعمال

### طبياً
دي هيدرومورفين Dihydromorphine هو أفيون يستخدم للآلام المتوسطة والشديدة مثل السرطان، على الرغم من أنه أقل فعالية في علاج أشياء الأخرى مثل آلام الأعصاب ويعتبر عموما غير مناسب وغير فعال للألم النفسي.

### البحوث
دي هيدرومورفين Dihydromorphine غالبا يسمى مع نظائر التريتيوم في شكل [3H] -دي هايدرو مورفين، ويستخدم في البحوث العلمية لدراسة الربط مع المستقبلات الأفيونية في الجهاز العصبي.

## الخواص الكيميائية
هو شديد الشبه بالمورفين، الفارق الوحيد بينهما أنه تم إرجاع الرابط المضاعف بين الموقعين 7 و8 في بنية المورفين إلى رباط مفرد.

## التخليق
يمكن الحصول على الدي هيدرومورفين بسهولة، عن طريق هدرجة الأفيون أو المورفين، أو عن طريق نزع ميثيل الدي هيدروكودئين أو التترا هيدروتيبائين.

## الأشكال الصيدلانية
- مضغوطات.
- أمبولات للحقن بالطرق المختلفة.
- تحاميل.
- سوائل عن طريق الفم أو تحت اللسان.

## الآثار الجانبية
مشابهة لآثار المورفين الجانبية.

## وصلات خارجية
- Various information about dihydromorphine at the درغ بنك